# Битва при Дойране (1917)
Битва при Дойране (англ. Battle of Doiran (1917)) — сражение на Салоникском фронте между войсками Великобритании и Болгарии во время Первой мировой войны, произошедшее весной 1917 года.

## Планирование
На 3-й конференции стран Антанты в Шантийи 15-16 ноября 1916 года было принято решение о проведении в начале 1917 года частных операций на всех фронтах в целях удержания стратегической инициативы, а летом о переходе в общее наступление на Западно-Европейском и Восточно-Европейском театрах в целях окончательного разгрома Германии и Австро-Венгрии. 
Задача войск Антанты на Салоникском фронте заключалась в том, чтобы нанести крупное поражение болгарской армии и за относительно короткое время осуществить широкий прорыв на Балканах. Командование союзников, ожидавшее подкреплений, планировало крупное наступление в направлении реки Вардар и Дойранского озера. В 1917 году 2-я (болгарская) фракийская пехотная дивизия была заменена в 9-й Плевенской пехотной дивизией под командованием полковника Владимира Вазова.

## Первые атаки
9 и 10 февраля союзники атаковали 33-й Свиштовский и 34-й Троянский полки, но были отбиты решительной контратакой Троянского полка. Наступление англичан 21 февраля было отбито болгарской артиллерией после двухдневного боя.
Командование союзников обнаружило, что болгарские позиции укреплены лучше, чем в прошлом году, поэтому оно приказало систематически обстреливать эти укрепления. Тем временем она продолжала развитие своего плацдарма, который находился в 800–1500 м от линии обороны дивизии Плевен. Для прорыва англичане сосредоточили три дивизии ( 22-ю , 26-ю , 60-ю ) с ее артиллерией - более 43 000 человек, 160 орудий, 110 минометов и 440 пулеметов. Задача не сильно отличалась от боя в прошлом году, главный удар пришелся на фронт 5–6 км в сторону Калатепе.
Прогноз болгарского командования относительно крупного наступления союзников подтвердился разведкой. 9-я Плевенская дивизия была усилена и насчитывала 30 000 человек, 147 орудий, 35 минометов, 130 пулеметов. Фронт был разделен на три участка разной ширины: справа от реки Вардар до высот Варовица шириной 13 км, обороняла 1-я бригада (6 батальонов с 48 орудиями, 12 минометов и 56 пулеметов); центральная, от высот Варовица до высот Караконджо, шириной 4 км, прикрываемая 57-м полком (3 батальона), и левая, от высот Караконджо до озера Дойран, шириной 9 км, обороняемая 2-й бригадой (6 батальонов, 76 орудий, 19 минометов и 52 пулемета).

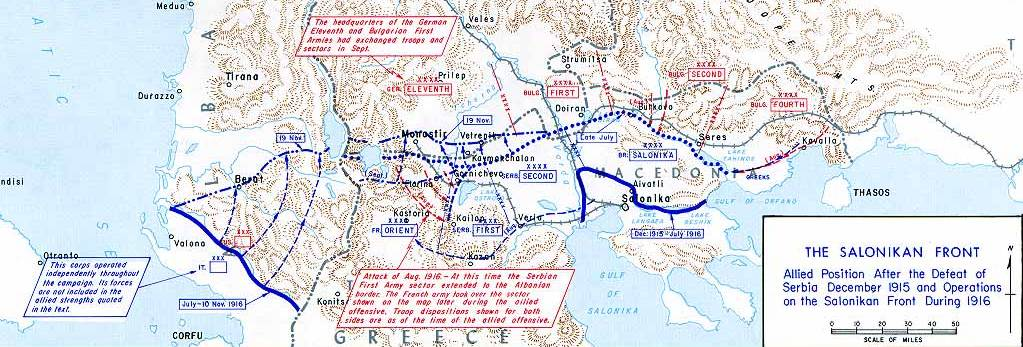
Салоникский фронт в 1916-1917.

Также были улучшены болгарские оборонительные позиции и укрепления. Они включал в себя две основные позиции с двумя рядами непрерывных траншей глубиной 1,5 - 2 метра на расстоянии 200 - 1000 метров друг от друга и, соединенных проходами для сообщения. Перед позициями находились две линии проволочных заграждений. Между рядами окопов были устроены сторожевые посты, укрытия, пулеметные гнезда и затонувшие батареи. За этой обороной были бетонные галереи, огневые позиции для артиллерии и площадки для боеприпасов. Перед главной позицией находились укрепления меньшего размера, с частично построенной второстепенной позицией в 2-5 км от нее.

## Ход сражения
Битва за прорыв болгарских позиций началась 22 апреля и продолжалась с перерывами до 9 мая 1917 года. Штурм начался с ожесточенной четырехдневной артиллерийской атаки, в ходе которой англичане выпустили около 100 000 снарядов. В результате были разрушены земляные укрепления и некоторые деревянные конструкции на передовых позициях. Болгары также открыли огонь из батарей между Вардаром и Дойраном. Владимир Вазов приказал вести огонь днем и ночью по позициям союзников. За первоначальной несколькочасовой борьбой между британской и болгарской батареями последовал часовой болгарский контрудар, в ходе которого было выпущено 10 000 снарядов.

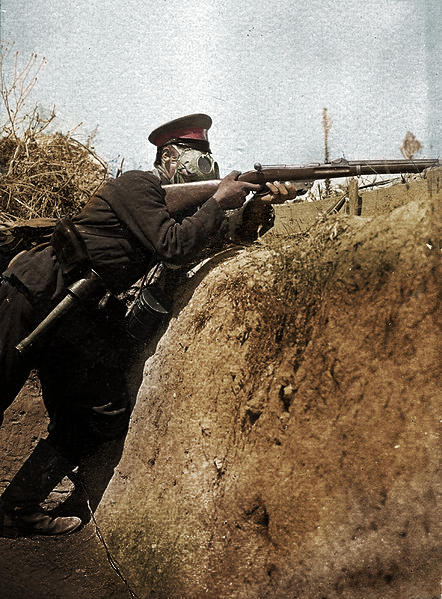
Болгарский солдат на дойранской позиции.

Английская пехота начала наступление в ночь с 24 на 25 апреля - 12 рот атаковали 2-ю болгарскую бригаду и после кровопролитного боя сумели занять позиции «Нерезов», «Князь Борис» и «Пазарджик». После болгарской контратаки англичане были отбиты с тяжелыми потерями и к 8 часам вечера отступили. Британские атаки на правом и центральном фронтах также были отбиты с большими потерями после помощи болгарской артиллерии. Атаки англичан в следующие два дня были отражены постоянным болгарским огнем и контратаками. Из-за этого огня 27 апреля англичане отошли на исходные позиции, болгары немедленно приступили к восстановлению разрушенных укреплений.
Из-за критики со стороны своего высшего командования британцы предприняли новые попытки прорыва. 8 мая после длительной артиллерийской подготовки они начали новую атаку. Главный штурм начался в 21:00 с пяти волн британского наступления, атакующих болгарские позиции. После четырех атак в ночь с 8 на 9 мая англичане потерпели поражение и понесли огромные потери. Корреспондент журнала «Times» написал, что британские солдаты называли позицию «Князь Борис» «долиной смерти».
Артиллерийская дуэль продолжалась до 9 мая, но из-за тяжелых потерь британцам пришлось отказаться от всех атак. Они потеряли 12000 убитыми, ранеными и пленными, из которых более 2250 были похоронены болгарскими защитниками. Потери 9-й Плевенской пехотной дивизии составили 2000 человек, из которых 900 умерли от болезней и ран. За успешное командование войсками В. Вазов получил звание генерал-майора.

## Результаты
В следующие 16 месяцев на фронте было относительно спокойно. Обе стороны использовали это время для дальнейшего укрепления и упрочения своих позиций. В 1918 году началась следующая битва при Дойране.

## В массовой культуре
В 2022 году шведская пауэр-метал-группа Sabaton выпустила песню "The Valley of Death" в составе альбома "The War To End All Wars", посвященную событиям битвы при Дойране.